# Joakim Rakovac
Joakim Rakovac, né le 14 novembre 1914 à Rakovci et mort le 18 janvier 1945 en Istrie, est un partisan, capitaine et anti-fasciste croate. Les circonstances de sa mort et l'identité de ses meurtriers sont très débattues et beaucoup pensent qu'il a été assassiné par les partisans yougoslaves .

## Biographie

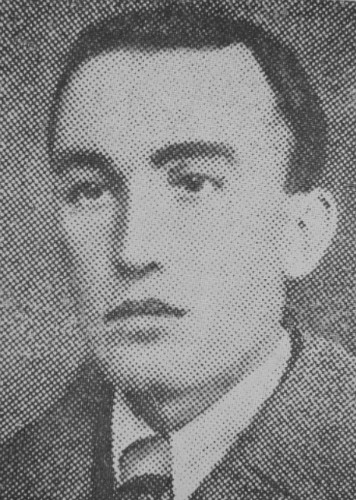
Joakim Rakovac

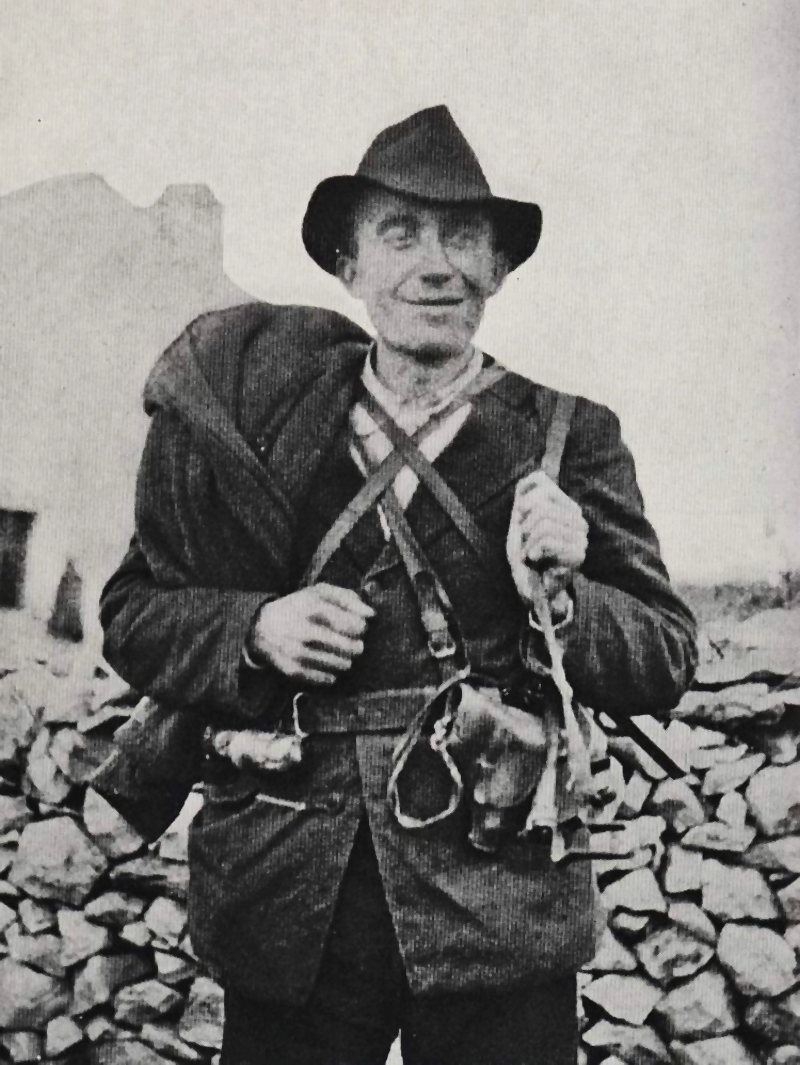
Ses contemporains se souvenaient qu'il portait un chapeau ; dans les représentations artistiques ultérieures, Rakovac porte une titovka, pour se rapprocher du partisan yougoslave typique.

Joakim Rakovac est né dans le village de Rakovci (Rahovci) situé à dix kilomètres de Poreč. Il fréquente les écoles italiennes, mais à la demande de ses parents, il lit des livres en croate, ce qui était alors interdit en Istrie. Son père Ivan a été battu à plusieurs reprises par les fascistes et emprisonné par les autorités italiennes; il mourra dans le camp de concentration nazi de Dachau. Au moment du début de la Seconde Guerre mondiale et de l'invasion de la Yougoslavie, Rakovac est dans les rangs de l'armée italienne, mais est considéré comme l'un des "politiquement suspects". Déjà en 1942, il retourna en Istrie. Certaines sources disent qu'il a déserté l'armée italienne, d'autres qu'il a été destitué.
De retour en Istrie, il a été initié à l'antifascisme et a commencé à s'associer au mouvement antifasciste croate, établissant des relations étroites avec le populiste Jože Šuran , qui était déjà en contact avec des partisans d'autres régions de Croatie . Rakovac fait partie d'un groupe de 18 militants qui, sur ordre de Jože Šuran, se sont rencontrés le 15 décembre 1942 à Poreč (près d'un étang dans le village de Rapavel). Le militant communiste Ante Drndić Stip est présent à la réunion, envoyé par le Parti communiste de Croatie pour organiser un mouvement partisan en Istrie. À la fin de 1942, Rakovac rassembla trente personnes dans sa maison du village de Rakovci et discuta avec eux de la possibilité de lutter contre le fascisme; établit plus tard le Comité de libération nationale (CNO) au même endroit.
À l'été 1943, il conduit un premier groupe d'Istriens à Gorski Kotar pour rejoindre les partisans. En août 1943, il devient président du CNO d'Istrie. Après la capitulation de l'Italie le 8 septembre 1943, il a participé au désarmement des garnisons de Cerovlje et de Borut. La nouvelle de la capitulation le surprend alors qu'il conduit un grand groupe de volontaires à la base partisane de Gorski Kotar. Il participe alors à la libération de Pazin , et le 14 septembre il entre à Poreč avec un petit groupe de partisans, réussissant cependant à prendre le contrôle. En tant que président du Comité provincial de libération du peuple pour l'Istrie, il participe aux décisions historiques de Pazin avec laquelle l'Istrie s'est séparée de l'Italie et a rejoint la Croatie yougoslave.
Après l'occupation allemande de l'Istrie, il a travaillé sans relâche sur le terrain, visitant les villages d'Istrie, encourageant les gens à se révolter et organisant des volontaires antifascistes, le tout dans le but de libérer l'Istrie. Il n'aurait pas prêché l'idéologie communiste, bien qu'il soit unanimement reconnu qu'il a rejoint le Parti communiste et était membre de la direction du parti pour l'Istrie.
Le premier article de journal écrit par Joakim Rakovac a été publié dans le deuxième numéro de Glas Istre de septembre 1943. L'article pour la presse partisane a été écrit en juillet 1943, avant le soulèvement de septembre en Istrie, tandis que Rakovac conduisait une centaine de volontaires istriens des partisans à Gorski Kotar. L'article (certainement avec beaucoup de travail éditorial; Rakovac n'a fréquenté que l'école italienne et n'avait jamais eu l'occasion d'écrire en croate jusqu'à présent), publié sous le titre Sretni i ponosni pošli smo u našu vojsku ( Heureux et fier nous sommes allés à notre armée ), décrit la préparation pour rejoindre les partisans; le texte montre les circonstances dans lesquelles Rakovac a déménagé:
Tog dana žene su marljivo pripremale hranu i robu za put a ljudi su obustavili svaki posao koji nije bio u vezi s mobilizacijom. Oni koji su radili u ugljenokopu napustili su rad. Seljaci su objesili svoje kose, kosire i motike. Svuda su odjekivale borbene pjesme. Trebalo je vidjeti silno oduševljenje i radost, koja se na licima sviju čitala. U nekim selima nije bilo ni čovjeka, ni žene, ni odraslog djeteta, koje nije znalo za pripreme i odlazak u NOV. Na sam dan odlaska bilo je već sve spremno. Postavljene su straže po svim putovima, gdje je bilo opasno, da bi provalili banditi i pomrsili naš plan. Posjedali smo na travu oko punih zdjela, koje su za svoje borce donijele njihove drugarice. Uprtismo ruksake i rastadosmo se. Stariji i mlađi drugovi, koji su još ostali, klicali su nam i obećavali da će doskora i oni za nama. Otrgnuvši se iz zagrljaja majki i žena, krenuli smo odlučnim korakom. Kudgod smo prolazili, ljudi su nas toplo pozdravljali i nudili jelom, pićem i voćem. À sada već u slobodi, odmarajući se u gustoj jelovoj šumi, sjećamo se rastanka i suznih očiju majki, sestara i žena, koje smo tamo, kraj mora ostavili. Ali, mi im sada dovikujemo: »Ne plačite, ne plačite za nama! Mi smo otišli putem časne borbe. Mi smo se odazvali pozivu druga Tita. Ne oplakujte istarske žene i majke sretne vojnike, koji će se vratiti preko Učke, goneći ispred sebe crni fašistički mrak i donoseći toplo sunce slobode! Oplakujte radije one jadnike, koji su otišli u fašističku Italiju da ginu za naše najveće neprijatelje. Oplakujte i one koji još čekaju, i koje neprijatelj hvata i trpa u svoje kamione. Kažite vašim drugovima da ne kolebaju, neka ni časa ne čekaju, već neka idu za nama dok je još vrijeme. Upamtite, da se neće spasiti onaj koji želi u ovom najodlučnijem času ostati po strani. Stotine je takvih već propalo. Sloboda se ne kupuje na sajmu, a niti se ne daruje. Nju ćemo samo puškom i borbom postići.

(Ce jour-là, les femmes ont préparé avec diligence la nourriture et les marchandises pour le voyage et les hommes ont suspendu tout travail qui n'était pas lié à la mobilisation. Ceux qui travaillaient dans la mine de charbon en sont sortis. Les villageois ont accroché leurs cheveux, leurs faux et leurs houes. Les chants de combat résonnaient partout. Il fallait voir le grand enthousiasme et la joie, qui se lisaient sur les visages de chacun. Dans certains villages, il n'y avait aucun homme, aucune femme, aucun enfant adulte, qui n'ignorait les préparatifs pour rejoindre le NOV. Le jour du départ, tout était prêt. Des gardes étaient installés le long des routes, là où c'était dangereux, là où c'était nécessaire. Nous nous sommes assis sur l'herbe autour de plats pleins, apportés pour les combattants par leurs camarades. Nous avons emballé nos sacs à dos et nous nous sommes séparés. Des camarades de plus en plus jeunes, qui sont restés, nous ont acclamés et nous ont promis de nous suivre bientôt. Rompant avec l'étreinte des mères et des épouses, nous avons fait un pas décisif. Partout où nous passions, les gens nous accueillaient chaleureusement et nous offraient de la nourriture, des boissons et des fruits. Et maintenant déjà en liberté, reposant dans la forêt dense de sapins, nous nous souvenons de la séparation et des yeux humides des mères, sœurs et mariées, que nous avons laissées là, au bord de la mer. Mais nous leur crions maintenant: "Ne pleure pas, ne pleure pas pour nous!" Nous avons traversé un combat honorable. Nous avons répondu à l'appel du camarade Tito. Ne pleurez pas les femmes istriennes et les mères des soldats heureux, qui reviendra à travers Učka, chassant les ténèbres fascistes noires devant eux et apportant le chaud soleil de la liberté! Plutôt pleurer ces pauvres gens qui sont allés mourir en Italie fasciste pour nos plus grands ennemis. Pleurer ceux qui attendent encore, et que l'ennemi attrape et charge sur leurs camions. Dites à vos camarades de ne pas hésiter, ne les laissez pas attendre, mais laissez-les nous suivre tant qu'il est encore temps. N'oubliez pas que celui qui veut rester à l'écart à cette heure la plus décisive ne sera pas sauvé . Des centaines d’entre eux ont déjà échoué. La liberté ne s’achète pas, elle n’est pas donnée. Nous ne l’atteindrons qu’avec un fusil et un combat).
En tant que conseiller, Rakovac participe à la troisième session multipartite de ZAVNOH en mai 1944.
Lors de la réunion du CNO dans le village de Korenići au-dessus de Limska draga, les Allemands ont été pris en embuscade et tout le monde a été forcé de fuir à leurs côtés; Rakovac a été touché par une balle dum-dum mais a réussi à s'échapper dans une forêt voisine où il a saigné à mort. Il a été retrouvé le lendemain, mort dans la neige - du moins c'est la version des événements que les camarades d'armes de Rakovac ont répétés pendant des décennies à des occasions officielles. Une autre version du même événement est que Rakovac a été tué par des éléments du mouvement partisan, qui, sous les ordres du KPJ à cette époque, éliminaient systématiquement les dirigeants du Mouvement populaire de libération qui étaient trop "sur la ligne du parti" quelque chose de particulièrement ressenti parmi les cadres d'Istrie. Après la fin de la guerre, le nouveau gouvernement yougoslave a traité de manière sanglante les soi-disant «populistes» istriens (comme Mate Peteh, qui a été brutalement assassiné) et les prêtres populaires (par exemple Kazimir Paić). Dans cette purge, tout le personnel partisan d'Istrie a été démis de ses fonctions et tous les chefs partisans les plus importants d'Istrie ont été renvoyés. Beaucoup ont été soupçonnés et maltraités. À cause de tout cela, l'identité des tueurs de Rakovac reste extrêmement suspecte à ce jour,,.
Les restes de Joakim Rakovac se trouvent aujourd'hui à Poreč, sous la statue érigée en son honneur sur la place qui porte son nom. De nombreuses histoires sont liées à sa mort sur différents sujets, du fait que quelqu'un dans les rangs des partisans l'a trahi, au fait que les Allemands avaient un espion. Son travail inlassable pour élever le peuple à la révolte, son engagement en faveur de l'égalité des Croates et des Italiens en Istrie, son immense énergie et son dévouement au travail ont fait de Joakim Rakovac une légende même de son vivant. Aujourd'hui, presque toutes les villes d'Istrie (et Gorski kotar) ont une rue ou une place qui lui est dédiée.